# Ilija Puljević
Ilija Puljević, född 13 juli 1952, är en kroatisk handbollstränare. Han var framgångsrik både i Sverige och hemlandet Kroatien under framför allt 1990-talet. Han tränade bland annat IK Sävehofs dam- och herrlag, Lugi HF:s herrlag, Sveriges damlandslag och Kroatiens herrlandslag.
Ilija Puljević började som handbollstränare 1977, i RK Metković. Han är utbildad vid Fakulteten för fysisk utbildning i Zagreb med handboll som specialitet. Han har periodvis varit verksam i Sverige. Han har varit huvudansvarig för en kroatisk handboll camp i Rovinj i många år. Han var tränare för Lugi dams Dragan Brljevic i hans karriärs början.
Han tränade Al Rayyan vid IHF Super Globe 2013.

## Tränaruppdrag i Sverige
Puljević kom till Sverige 1990 då till IK Sävehof och blev årets coach 1991. 1994 tog han över Sveriges Damlandslag efter Tomas Ryde. Samtidigt tränade han Lugi HF det året. 2008 blev han tränare i LIF Lindesberg.  Sejouren i klubben blev tvåårig, sen bröt klubben kontraktet. I Lindesberg slutade han med "tornadohandbollen" som Mats Engblom introducerat och försökte bygga ett starkare försvarsspel. Konflikter om värderingar med klubben ledde till att Puljević slutade. Sedan 2016 är han huvudtränare för Örebro SK Handbolls herrlag.

## Klubbar
Stora oklarhet råder om vilka år Puljević tränade vissa klubbar.
- RK Metković (1982-1986)
- RK Trnje Zagreb (1986-1990)
- IK Sävehof (damer) (1990–1991)
- IK Sävehof (herrar) (1990–1994)[5]
- Lugi HF (herrar) (1994–1995)[6]
- IK Sävehof (damer) (1995–1996)
- RK Metković (1998-2000)
- IK Sävehof (herrar) (2000–2001)[7][8]
- Varteks
- RK Prevent
- Trimo Trebnje (2004-2006)
- LIF Lindesberg (2008–2010)[2][3]
- Örebro SK (2016–)[4]

## Landslag
- Sveriges damlandslag (1994–1995)[9]
- Kuwaits herrlandslag[10] vid OS 1996 i Atlanta[11]
- Kroatiens ungdomslandslag (1996–1997, med bland andra Mirza Džomba, Ivano Balić och Venio Losert)
- Kroatiens herrlandslag (1997–1998)
- Italiens herrlandslag (2006–2008)[12]